# Meade-Gletscher
Der Meade-Gletscher ist ein 30 km langer Tal- und Auslassgletscher im Tongass National Forest in den Boundary Ranges in Alaska (USA).

## Geografie
Die Gletscherzunge des Meade-Gletschers befindet sich 25 km östlich von Haines im Alaska Panhandle. Der Gletscher entwässert einen Teil des Juneau Icefield. Er besitzt mehrere Tributärgletscher, die teilweise auf der kanadischen Seite der Grenze liegen. Das Nährgebiet des Meade-Gletschers befindet sich 8 km westlich des Grenzgipfels Mount Poletica (Boundary Peak 102) auf einer Höhe von etwa 1500 m. Von dort strömt er in nordnordwestlicher Richtung. Knapp 11 km oberhalb des unteren Gletscherendes vereinigt sich der Meade-Gletscher mit einem großen von rechts kommenden namenlosen Nebengletscher. Dabei ändert er seine Richtung nach Südwesten. Schließlich wendet er sich auf seinem letzten Stück nach Westen. Ein Gletscherrandsee befindet sich unterhalb der auf einer Höhe von etwa 150 m gelegenen Gletscherzunge. Der See wird von dem 22 km langen Katzehin River zum Chilkoot Inlet hin entwässert. Die mittlere Gletscherbreite liegt bei etwa 1,8 km.